# Поређење актуелних ARM језгара
Ова листа садржи преглед карактеристика језгара процесора ARM архитектуре.
|                                     | ARM11                         | ARM Cortex-A5               | ARM Cortex-A7        | ARM Cortex-A8           | ARM Cortex-A9               | Qualcomm Scorpion                            | Qualcomm Krait                                                    | ARM Cortex-A15 MPCore                 |
| ----------------------------------- | ----------------------------- | --------------------------- | -------------------- | ----------------------- | --------------------------- | -------------------------------------------- | ----------------------------------------------------------------- | ------------------------------------- |
| Архитектура                         | ARMv6                         | ARMv7                       | ARMv7                | ARMv7                   | ARMv7                       | ARMv7                                        | ARMv7                                                             | ARMv7                                 |
| Декодирање                          | једноструко                   | једноструко                 | двоструко            | двоструко               | двоструко                   | двоструко                                    | троструко                                                         | троструко                             |
| Дубина проточне обраде              | 8 степени                     |                             | 8 степени            | 13 степени              | 8 степени                   | 10 степени                                   | 11 степени                                                        | 15/17-25 степени                      |
| Извршавање ван редоследа            | Не                            | Не                          | Не                   | Не                      | Да                          | не-спекулативни                              | Да                                                                | Да                                    |
| Рачунање са покретним зарезом (FPU) | VFPv2                         | VFPv4 (опционално)          | VFPv4                | VFPv3                   | VFPv3 (опционално)          | VFPv3                                        | VFPv4                                                             | VFPv4                                 |
| VFP са проточном обрадом            | Да                            |                             | Да                   | Не                      | Да                          | Да                                           | Да                                                                | Да                                    |
| FPU регистри                        | 8 × 32-битни                  | 16 × 64-битни               | 16 × 64-битни        | 32 × 64-битни           | (16 or 32) × 64-битни       |                                              |                                                                   | 32 × 64-битни                         |
| NEON (SIMD инструкције)             | Не                            | 64-бита широке (опционално) | 64-бита широке       | 64-бита широке          | 64-бита широке (опционално) | 128-бита широке                              | 128-бита широке                                                   | 128-бита широке                       |
| Извршни портови                     |                               |                             |                      |                         |                             | 3                                            | 7                                                                 |                                       |
| Процес израде                       | 90/65/45 nm                   |                             | 40/28 nm             | 65/55/45 nm             | 65/45/40/32/28 nm           | 65/45 nm                                     | 28 nm                                                             | 32/28 nm                              |
| L0 кеш                              |                               |                             |                      |                         |                             |                                              | 4 KB + 4 KB директно мапираних                                    |                                       |
| L1 кеш                              | Варира, типично 16 KB + 16 KB | 4-64 KB / језгру            | 8-64 KB / језгру     | 32 KB + 32 KB           | 32 KB + 32 KB               | 32 KB + 32 KB                                | 16 KB + 16 KB 4-струко асоцијативни                               | 32 KB + 32 KB по језгру               |
| L2 кеш                              | Варира, типично га нема       |                             | до 1 MB (опционално) | 256 or 512 (типично) KB | 1 MB                        | 256 KB (једно-језгарни)/512 KB (двојезгарни) | 1 MB 8-струко асоцијативни (двојезгарни)/2 MB (четворојезгарни)   | до 4 MB по кластеру, до 8 KMB по чипу |
| Конфигурација језгара               | 1                             | 1, 2, 4                     | 1, 2, 4, 8           | 1                       | 1, 2, 4                     | 1, 2                                         | 2, 4                                                              | 2, 4, 8 (4×2)                         |
| Брзина по језгру (DMIPS/MHz)        | 1.25                          | 1.57                        | 1.9                  | 2.0                     | 2.5                         | 2.1                                          | 3.3 (Krait) / 3.1 (Krait 200) / 3.4 (Krait 300) / 3.6 (Krait 400) | 3.5                                   |